# Калтађироне
Калтађироне је насеље у Италији у округу Катанија, региону Сицилија.
Према процени из 2011. у насељу је живело 35371 становника. Насеље се налази на надморској висини од 504 м.

## Становништво
| 1951.  | 1961.  | 1971.  | 1981.  | 1991.  | 2001.  | 2011.  |
| ------ | ------ | ------ | ------ | ------ | ------ | ------ |
| 41.379 | 41.604 | 36.295 | 35.700 | 36.898 | 37.373 | 38.123 |